# Форт-Морган (Колорадо)
Форт-Морган (англ. Fort Morgan) — місто (англ. city) в США, в окрузі Морган штату Колорадо. Населення — 11 597 осіб (2020).

## Географія
Форт-Морган розташований за координатами 40°15′16″ пн. ш. 103°47′29″ зх. д. / 40.25444° пн. ш. 103.79139° зх. д. (40.254533, -103.791471).  За даними Бюро перепису населення США в 2010 році місто мало площу 10,34 км², з яких 10,18 км² — суходіл та 0,17 км² — водойми. В 2017 році площа становила 12,75 км², з яких 12,57 км² — суходіл та 0,18 км² — водойми.

## Демографія
Згідно з переписом 2010 року, у місті мешкало 11 315 осіб у 4000 домогосподарствах у складі 2707 родин. Густота населення становила 1094 особи/км².  Було 4279 помешкань (414/км²).
Расовий склад населення:
| - 70,3 % — білих - 6,1 % — чорних або афроамериканців - 0,9 % — корінних американців - 0,7 % — азіатів - 0,2 % — вихідців з тихоокеанських островів - 19,1 % — осіб інших рас |

До двох чи більше рас належало 2,6 %. Частка іспаномовних становила 43,3 % від усіх жителів.
За віковим діапазоном населення розподілялося таким чином: 29,7 % — особи молодші 18 років, 57,4 % — особи у віці 18—64 років, 12,9 % — особи у віці 65 років та старші. Медіана віку мешканця становила 31,7 року. На 100 осіб жіночої статі у місті припадало 98,8 чоловіків;  на 100 жінок у віці від 18 років та старших — 97,3 чоловіків також старших 18 років.
Середній дохід на одне домашнє господарство  становив 53 309 доларів США (медіана — 45 403), а середній дохід на одну сім'ю — 56 044 долари (медіана — 47 718). Медіана доходів становила 40 597 доларів для чоловіків та 31 000 доларів для жінок. За межею бідності перебувало 13,6 % осіб, у тому числі 17,5 % дітей у віці до 18 років та 9,8 % осіб у віці 65 років та старших.
Цивільне працевлаштоване населення становило 5145 осіб. Основні галузі зайнятості: виробництво — 26,6 %, освіта, охорона здоров'я та соціальна допомога — 18,8 %, мистецтво, розваги та відпочинок — 9,3 %, сільське господарство, лісництво, риболовля — 8,5 %.